# East Prairie
East Prairie est une ville située dans le comté de Mississippi dans l'État du Missouri aux États-Unis. La population s'élevait à 3 176 habitant lors du recensement de 2010.